# 사총사 (노래)
〈사총사〉(일본어: 四銃士 욘쥬시[*])는 NEWS의 DVD 싱글이다.

## 개요
전작 〈츄무츄무〉로부터 약 5개월 만으로, 첫 DVD 싱글이다.
타이틀 곡 〈사총사〉는 닛폰 TV 계열 애니메이션 《킨다이치 소년의 사건부 R》의 오프닝 테마 곡이고, 〈ANTHEM〉은 《FIFA 클럽 월드컵 재팬 2015》의 오피셜 송이다.

## 수록곡

### 초회반
DVD
1. 〈四銃士〉 Music Clip & Making

CD
1. 四銃士 / 사총사
작사: Satomi / 작곡: S 라흐마니노프, 니시모토 토모미 / 편곡: 니시모토 토모미, 쿠라우치 타츠야 / 지휘: 니시모토 토모미 / 연주: IlluminArt 필하모니 오케스트라
  - 닛폰 TV 계열 애니메이션 《킨다이치 소년의 사건부 R》 오프닝 테마
2. ANTHEM
  - 《FIFA 클럽 월드컵 재팬 2015》 오피셜 송

### 통상반
DVD
1. 〈四銃士〉 Music Clip

CD
1. 四銃士 / 사총사
2. ANTHEM
3. 永遠 / 영원
작사·작곡: take4 / 편곡: 나카니시 료스케
4. SPEAKER
작사·작곡·편곡: TAKA3